# Stade Charles de Gaulle
Het Stade Charles de Gaulle is een multifunctioneel stadion in Porto-Novo, Benin. Vernoemd naar Charles de Gaulle, Frans militair en politicus. Het stadion wordt meestal gebruikt voor voetbalwedstrijden, de voetbalclub AS Dragons FC de l'Ouémé maakt gebruik van dit stadion. In het stadion is plaats voor 25.000 toeschouwers. (Een andere bron geeft ruim 15.000 toeschouwers aan.)